# Carlo Renzo
Carlo Renzo (ur. 18 grudnia 1972 w Palermo) – włoski projektant mody.

## Życiorys
Ukończył University of the Arts w Londynie.  Współpracował z Vivienne Westwood oraz Jil Sander. Brał udział w pokazach mody na całym świecie, m.in. w Paryżu, Londynie, Moskwie, Barcelonie, Nowym Jorku, Los Angeles, Tokio, Berlinie. Projektuje haute couture i biżuterię. Zamieszkał w Mediolanie.